# Superkupa Shqiptar 2008
La Superkupa Shqiptar 2008 è stata la 15ª edizione della supercoppa albanese.
La partita fu disputata dalla Dinamo Tirana, vincitore del campionato, e dal Vllaznia, vincitore della coppa.
Questa edizione si giocò allo Qemal Stafa Stadium di Tirana e vinse la Dinamo Tirana 2-0.
Per la squadra della capitale è il secondo titolo dopo aver vinto la prima edizione nel 1989.

## Tabellino
| Arbitro: | Erjon Dobi |

|                           |           |  |
| Petričević 17’ Jusufi 78’ | Marcatori |  |